# Ivan Kavaleridze
Ivan Kavaleridze   (Novopetrivka, 1 d'abril de 1887 (Julià) - Kíiv, 3 de desembre de 1978), nom complet amb patronímic Ivan Petróvitx Kavaleridze, rus: Ива́н Петро́вич Кавалери́дзе fou un escultor, cineasta, dramaturg i guionista ucraïnesos-soviètic.

## Biografia
Del 1907 al 1909, va estudiar a l'Escola d'Art de Kíev; del 1909 al 1910, va ser estudiant d'art a l'Acadèmia Imperial d'Arts; del 1910 al 1911, va estudiar amb Naum Aronson, a París. El 1910 es va destacar per dirigir la seua pròpia companyia de teatre amateur a Romny. Kawaleridze també va esculpir un monument de marbre als sants de Rus el 1911 al carrer Volodymyr, que va ser restaurada el 1996 després de ser enderrocada pels comunistes el 1934. El 1918 al 1920, va crear monuments a Taràs Xevtxenko i Hrihori Skovorodà. L'estàtua de Xevtxenko, que es va erigir davant de la Universitat de Kíiv, es va convertir en un lloc per a les manifestacions nacionalistes durant els anys seixanta i huitanta.
Del 1928 al 1933, va treballar com a artista, escriptor i director a l'estudi de cinema d'Odessa i, des de 1934 i 1941, a l'estudi de cinema de Kíev. El 1936, Kawaleridze va llançar l'adaptació a la pantalla de Natalka Poltavka, de Mikola Líssenko. Va ser la primera pel·lícula-òpera del cinema soviètic. Del 1957 al 1962, va ser director de l'estudi de cinema Dovzhenko.